# Soap (serie de televisión)
Soap (Enredo en España) es una sitcom estadounidense, emitida entre 1977 y 1981. La serie pretendía ser una parodia de las telenovelas o soap operas. La serie fue incluida en el listado elaborado en 2007 por la revista Time como una de las 100 mejores de la historia.

## Argumento
La serie se ambienta en la ciudad ficticia de Dunn River, Connecticut y se centra en la familia Tate que vive en un barrio rico. Jessica Tate y su esposo, Chester, no son precisamente modelos de fidelidad a la vista de las numerosas historias de amor que han tenido a través del tiempo y que se han visto entrelazadas con varios percances familiares, incluyendo el asesinato del hijastro de su hermana Mary, Peter Campbell. Tienen tres hijos: la sensual Corinne, la conservadora Eunice y el temerario Billy. En la mansión de los Tate vive también el padre de Jessica, que es apodado "el mayor", ya que se cree que está todavía en la guerra, y va vestido con su uniforme por casa. Se debe sumar además el mayordomo de color, Benson. La otra familia protagonista es la de los Campbell, integrada por Mary Campbell, hermana de Jessica, su marido Burt y sus hijos, Jodie que es gay, el criminal Danny y el acomplejado Chuck, un ventrílocuo que se expresa sólo a través de su muñeco y alter ego Bob.
La serie desarrolla muchas subtramas en los límites del surrealismo, en una trama complejamente trenzada como en las telenovelas. Entre las muchas subtramas que se desarrollan a lo largo de las diferentes temporadas: Chester se ve envuelto en un asesinato y después pierde la memoria iniciando una nueva vida como cocinero mientras su mujer Jessica se enamora de Donahue el detective que investiga el caso y luego se escapa a América del Sur al regreso de su marido; Eunice se enamora de Dutch Leitner, el asesino a sueldo de Chester; Corinne se casa con un ex sacerdote, pero la hija de ambos resultará estar poseída por el diablo; Burt es secuestrado por extraterrestres y reemplazado por un clon, con en el que Mary mantiene relaciones sexuales, quedando finalmente embarazada del extraterrestre.